# 힌디 코 카양 이완 카
《힌디 코 카양 이완 카》(필리핀어: Hindi Ko Kayang Iwan Ka→너를 떠날 수 없어)는 2018년 방영된 필리핀의 드라마이다.